# 晏州 (仪凤)
晏州，中国唐朝时设置的州。
唐太宗貞觀十三年（639年）招抚绵水县山洞夷獠设置晏州，属泸州都督府，治所在思峨县（今四川省兴文县西北兴文镇），下辖思峨县、柯阴县（今四川省兴文县石海镇）、扶来县（今四川省兴文县仙峰乡）、多冈县（今四川省长宁县梅硐镇马厂田村）、罗阳县（今四川省长宁县梅硐镇开口楼村）、新宾县长宁县（今四川省江安县红桥镇）、思晏县（今四川省兴文县晏阳镇胜联村）。唐玄宗先天二年（713年）改为羁縻州。天宝元年（742年）改为罗阳郡。唐肃宗乾元元年（758年）复改晏州。北宋宋神宗熙宁年间后废。